# Tour of the Alps
Il Tour of the Alps (noto fino al 2016 come Giro del Trentino) è una corsa a tappe maschile di ciclismo su strada, che si svolge annualmente sulle strade del Tirolo (Trentino-Alto Adige nella parte italiana e Tirolo nella parte austriaca). Dal 2020 fa parte del circuito UCI ProSeries.

## Storia

### Le origini e gli anni 1980
La prima edizione ufficiale del Giro del Trentino venne organizzata nel 1979 dal patron Guido Amistadi. Precedentemente vennero disputate a Trento due gare in linea all'inizio degli anni sessanta, la prima nel 1962 vinta da Enzo Moser, che sconfisse Alcide Cerato, e la seconda nel 1963, vinta da Guido De Rosso su Franco Cribiori ed Ercole Baldini. Prima del 1979 furono organizzate due edizioni del Giro di Caneve, nel 1977 e nel 1978, vinte rispettivamente da Franco Bitossi e Francesco Moser, che videro la partecipazione dei più importanti ciclisti dell'epoca.
L'edizione 1979 prese il via alla fine di febbraio ed era costituita da una cronometro e due tappe in linea. Il norvegese Knut Knudsen conquistò il primato nella cronometro e controllò la gara nelle due successive tappe, aggiudicandosi la corsa, caratterizzata dalle condizioni meteorologiche avverse dell'inverno trentino. Nel 1980 la gara si tenne in maggio, nelle settimane precedenti il Giro d'Italia ed in concomitanza con il Tour de Romandie. Francesco Moser dominò la cronometro iniziale da Arco a Torbole, concludendo la frazione con la media di 54,522 km/h, vinse la prima gara in linea sul traguardo di Trento e concluse vittoriosamente il Giro, davanti a Tommy Prim e Gianbattista Baronchelli, vincitore della terza tappa con arrivo a Riva.
L'anno successivo Moser fu sconfitto dal bresciano Roberto Visentini, che concluse vittorioso grazie ai piazzamenti nelle tappe in linea ed al terzo posto nella cronometro finale, in cui Moser fu quinto. Anche nel 1982 il ciclista trentino venne nuovamente sconfitto, questa volta da Giuseppe Saronni. In quell'anno il percorso attraversò le Valli Giudicarie, con traguardo a Lodrone e vittoria di Baronchelli, e la Val di Non con arrivo a Cles e vittoria di Delle Case. Il Giro assunse sempre più importanza ed iniziarono a parteciparvi anche team stranieri.
Moser tornò ad imporsi nel 1983, edizione in cui vennero organizzate quattro tappe, dominando la cronometro individuale della prima frazione a Folgaria e mantenendo il primato fino all'arrivo a Trento. Franco Chioccioli, Fons De Wolf e Urs Freuler vinsero le restanti tappe. Nel 1984, assente Moser, si impose Chioccioli, strappando la maglia di leader al portoghese Acácio da Silva, che a Primiero conquistò la prima vittoria da professionista. Nell'edizione del 1985 si impose l'austriaco Harald Maier, lanciato verso il traguardo dallo stesso Moser. Guido Bontempi e Freuler vinsero le altre due tappe con arrivo in volata a Malè ed Arco.
L'anno successivo la struttura della corsa cambiò radicalmente e venne organizzata nella terza settimana di giugno una Coppa Italia formata da prove in pista a Bassano, una cronometro individuale ed una cronometro a squadre. Nella classifica finale si impose la Carrera. Nel 1987 la gara tornò nel suo usuale formato e le venne riconosciuto lo status di "internazionale". Disputata in quattro tappe, nella prima cronometro di Folgaria si impose Moser, con una media di 54,660 km/h, nella seconda con arrivo a Predazzo il messicano Raúl Alcalá conquistò la prima vittoria europea; battuto fu lo stesso Moser che, nella terza tappa con arrivo a Pejo, aiutò Claudio Corti a vincere distanziando Baronchelli e Tony Rominger. L'ultima frazione verso Arco vide la vittoria di un giovane Gianni Bugno.
Nell'edizione successiva, la decima dalla prima corsa del 1979, aumentarono i chilometri in salita e fu lo svizzero Urs Zimmermann a conquistare il successo finale, battendosi con il connazionale Rominger. Nel 1989 fu invece il siciliano Mauro Antonio Santaromita ad imporsi, approfittando degli abbuoni e dei piazzamenti per battere campioni più affermati.

### Gli anni 1990
Nel 1990 la Federazione Ciclistica Italiana autorizzò l'organizzazione della quarta tappa in linea, aumentando di fatto il valore internazionale della corsa. Vincitore quell'anno fu Bugno, che sfruttò proprio la quarta tappa per guadagnare secondi sul sovietico Pëtr Ugrumov grazie agli abbuoni dei GPM in Val dei Mocheni e in Valle del Ceggio. Le prime due tappe vennero vinte dal tedesco orientale Olaf Jentzsch e da Adriano Baffi, Bugno si impose nella terza e Chioccioli nella frazione finale con arrivo a Trento.
Nel 1991 si impose a sorpresa, primo sudamericano a riuscirvi, il venezuelano Leonardo Sierra, battendo Bugno e Chiappucci: il Giro registrò il record dei corridori partecipanti, 185 tra italiani e stranieri (rispettivamente 86 e 99). L'anno successivo il patron Guido Amistadi fu insignito del titolo di Cavaliere della Repubblica per meriti sportivi ed il Giro venne vinto da Claudio Chiappucci, che dominò l'arrivo sull'Alpe di Pampeago. Nel 1993 arrivò il successo del noneso Maurizio Fondriest, che vinse anche tre delle quattro tappe; nel 1994 ad imporsi fu invece Moreno Argentin, grazie all'aiuto del russo Evgenij Berzin, poi vincitore, nello stesso anno, del Giro d'Italia.
Nel 1995 la corsa venne anticipata a fine aprile e tornò ad essere disputata su tre tappe. Fu lo svizzero Heinz Imboden ad imporsi nell'arrivo in salita a Canavese e conquistare la vittoria finale. Protagonisti di quel Giro anche due giovani italiani, il velocista veneto Davide Rebellin ed il trentino Mariano Piccoli, secondo dietro ad Imboden. L'anno successivo la Federazione concesse la possibilità di organizzare la corsa su cinque tappe con un arrivo posto in Austria in onore dell'Euregio. Lo sconfinamento portò la corsa sul traguardo di Lienz, dove si impose Wladimir Belli. Nella stessa cittadina austriaca si concluse l'edizione 1997. Quell'anno la prima tappa, ad Arco, vide il ritorno alla vittoria di un ciclista trentino, Gilberto Simoni, che concluse in classifica generale al settimo posto: il trionfo finale fu del francese Luc Leblanc, davanti a Tonkov e Piepoli. Nel dicembre successivo Amistadi ricevette dalla Lega Ciclistica il premio di "migliore organizzazione italiana di gare professionistiche".
Nelle due successive edizioni si impose il bergamasco Paolo Savoldelli. Nel 1999 batté Dario Frigo e Francesco Casagrande, l'anno dopo superò in classifica Gilberto Simoni e Marco Pantani.

### Gli anni 2000
Nella prima edizione degli anni 2000 trionfò Simone Borgheresi, gregario di Pantani: poté correre la cronometro della seconda semitappa di Lienz con l'asciutto, al contrario degli altri ciclisti di classifica, partiti con condizioni meteorologiche impossibili. Si portò in testa nella classifica generale, e nelle tre successive tappe con arrivo a Coredo, Malcesine ed Arco riuscì a difendere il primato dall'attacco dei migliori. Francesco Casagrande si impose nella venticinquesima edizione della corsa, considerando le due edizioni del Giro di Caneve, conquistando il primato già nella prima tappa sul traguardo di Passo Daone. Nelle successive frazioni, vinte da Ivanov, Dufaux e Mario Cipollini, nessuno riuscì a sfilargli la maglia di leader Lo stesso Casagrande conquistò la vittoria nell'edizione 2002, seguito poi nell'albo d'oro da Gilberto Simoni, terzo l'anno prima. 
Nel 2004 brillò la stella di Damiano Cunego: il giovane veronese si aggiudicò infatti due delle quattro frazioni, andando a conquistare nettamente la classifica finale davanti a Jure Golčer e a Simoni. La sua stagione proseguirà con i trionfi al Giro dell'Appennino, al Giro d'Italia e al Giro di Lombardia. L'edizione del 2005 andò allo scalatore messicano Julio Alberto Pérez Cuapio, mentre nel 2006 e nel 2007 si impose nuovamente Damiano Cunego: portando a tre il bottino di vittorie, il "Piccolo Principe" divenne il ciclista più vittorioso nella corsa a tappe trentina.
Nel 2008 si impose un siciliano, Vincenzo Nibali, vincitore in solitaria della tappa di Folgaria, mentre nel 2009 il successo andò al varesino Ivan Basso, giunto secondo, battuto dal solo Przemysław Niemiec (che chiuse terzo nella generale), nel tappone dell'Alpe di Pampeago.

### Gli anni 2010
Nel 2010, Guido Amistadi lascia la presidenza della società organizzatrice in favore di Giacomo Santini. Quell'edizione del Giro del Trentino fu vinta dal kazako Aleksandr Vinokurov per soli dodici centesimi di secondo sull'italiano Riccardo Riccò, quelle 2011 e 2012 sono andate invece rispettivamente a Michele Scarponi e a Domenico Pozzovivo. Nel 2015 il Giro del Trentino si unisce al Trofeo Melinda, cambiando denominazione in Giro del Trentino-Melinda. Dal 2017, sotto l'egida dell'Euregio Tirolo-Alto Adige-Trentino, il Tour of the Alps comprende tutta la regione storica trilingue del Tirolo e raccoglie l'eredità del Giro del Trentino.  

### Gli anni 2020
Dopo la cancellazione dell'edizione 2020 a causa dell'emergenza pandemica, il Tour of the Alps è ripartito in grande stile nell'aprile 2021 con la vittoria del britannico Simon Yates. Le ultime due edizioni, 2022 e 2023, sono andate invece al francese Romain Bardet e al britannico Tao Geoghegan Hart. 

### Le maglie
- Maglia ciclamino: classifica generale
- Maglia verde: classifica GPM
- Maglia azzurra: classifica TV
- Maglia bianca: classifica giovani

A partire dall'edizione del 2022 cambia il colore delle maglie
- Maglia verde: classifica generale
- Maglia Azzurra: classifica GPM
- Maglia Rossa: classifica TV

## Albo d'oro
Aggiornato all'edizione 2025.
| Anno              | Vincitore                             | Secondo                               | Terzo                                 |
| Giro del Trentino | Giro del Trentino                     | Giro del Trentino                     | Giro del Trentino                     |
| ----------------- | ------------------------------------- | ------------------------------------- | ------------------------------------- |
| 1962              | Enzo Moser                            | Alcide Cerato                         | Gaetano Sarazin                       |
| 1963              | Guido De Rosso                        | Franco Cribiori                       | Ercole Baldini                        |
| 1964-1978         | non disputato                         | non disputato                         | non disputato                         |
| 1979              | Knut Knudsen                          | Francesco Moser                       | Roger De Vlaeminck                    |
| 1980              | Francesco Moser                       | Tommy Prim                            | Gianbattista Baronchelli              |
| 1981              | Roberto Visentini                     | Francesco Moser                       | Giovanni Mantovani                    |
| 1982              | Giuseppe Saronni                      | Francesco Moser                       | Gianbattista Baronchelli              |
| 1983              | Francesco Moser                       | Bruno Leali                           | Emanuele Bombini                      |
| 1984              | Franco Chioccioli                     | Emanuele Bombini                      | Luciano Loro                          |
| 1985              | Harald Maier                          | Silvano Contini                       | Gerhard Zadrobilek                    |
| 1986              | Carrera Jeans                         | Del Tongo-Colnago                     | Atala-Ofmega                          |
| 1987              | Claudio Corti                         | Gianbattista Baronchelli              | Tony Rominger                         |
| 1988              | Urs Zimmermann                        | Tony Rominger                         | Helmut Wechselberger                  |
| 1989              | Mauro Antonio Santaromita             | Claudio Chiappucci                    | Luca Gelfi                            |
| 1990              | Gianni Bugno                          | Pëtr Ugrjumov                         | Leonardo Sierra                       |
| 1991              | Leonardo Sierra                       | Massimiliano Lelli                    | Stephen Hodge                         |
| 1992              | Claudio Chiappucci                    | Roberto Conti                         | Zenon Jaskuła                         |
| 1993              | Maurizio Fondriest                    | Claudio Chiappucci                    | Leonardo Sierra                       |
| 1994              | Moreno Argentin                       | Evgenij Berzin                        | Francesco Casagrande                  |
| 1995              | Heinz Imboden                         | Mariano Piccoli                       | Francesco Frattini                    |
| 1996              | Wladimir Belli                        | Enrico Zaina                          | Nelson Rodríguez                      |
| 1997              | Luc Leblanc                           | Pavel Tonkov                          | Leonardo Piepoli                      |
| 1998              | Paolo Savoldelli                      | Dario Frigo                           | Francesco Casagrande                  |
| 1999              | Paolo Savoldelli                      | Gilberto Simoni                       | Marco Pantani                         |
| 2000              | Simone Borgheresi                     | Niklas Axelsson                       | Paolo Savoldelli                      |
| 2001              | Francesco Casagrande                  | Leonardo Piepoli                      | Raimondas Rumšas                      |
| 2002              | Francesco Casagrande                  | Julio Alberto Pérez Cuapio            | Gilberto Simoni                       |
| 2003              | Gilberto Simoni                       | Stefano Garzelli                      | Tadej Valjavec                        |
| 2004              | Damiano Cunego                        | Jure Golčer                           | Gilberto Simoni                       |
| 2005              | Julio Alberto Pérez Cuapio            | Evgenij Petrov                        | Sergio Ghisalberti                    |
| 2006              | Damiano Cunego                        | Luca Mazzanti                         | Eddy Ratti                            |
| 2007              | Damiano Cunego                        | Michele Scarponi                      | Luca Mazzanti                         |
| 2008              | Vincenzo Nibali                       | Stefano Garzelli                      | Domenico Pozzovivo                    |
| 2009              | Ivan Basso                            | Janez Brajkovič                       | Przemysław Niemiec                    |
| 2010              | Aleksandr Vinokurov                   | Riccardo Riccò                        | Domenico Pozzovivo                    |
| 2011              | Michele Scarponi                      | Tiago Machado                         | Luca Ascani                           |
| 2012              | Domenico Pozzovivo                    | Damiano Cunego                        | Sylwester Szmyd                       |
| 2013              | Vincenzo Nibali                       | Mauro Santambrogio                    | Maxime Bouet                          |
| 2014              | Cadel Evans                           | Domenico Pozzovivo                    | Przemysław Niemiec                    |
| 2015              | Richie Porte                          | Mikel Landa                           | Leopold König                         |
| 2016              | Mikel Landa                           | Tanel Kangert                         | Jakob Fuglsang                        |
| Tour of the Alps  |                                       |                                       |                                       |
| 2017              | Geraint Thomas                        | Thibaut Pinot                         | Domenico Pozzovivo                    |
| 2018              | Thibaut Pinot                         | Domenico Pozzovivo                    | Miguel Ángel López                    |
| 2019              | Pavel Sivakov                         | Tao Geoghegan Hart                    | Vincenzo Nibali                       |
| 2020              | annullata per la Pandemia di COVID-19 | annullata per la Pandemia di COVID-19 | annullata per la Pandemia di COVID-19 |
| 2021              | Simon Yates                           | Pello Bilbao                          | Aleksandr Vlasov                      |
| 2022              | Romain Bardet                         | Michael Storer                        | Thymen Arensman                       |
| 2023              | Tao Geoghegan Hart                    | Hugh Carthy                           | Jack Haig                             |
| 2024              | Juan Pedro López                      | Ben O'Connor                          | Antonio Tiberi                        |
| 2025              | Michael Storer                        | Thymen Arensman                       | Derek Gee                             |

## Statistiche

### Vittorie per nazione
Aggiornato all'edizione 2025.
| Pos. | Paese         | Vittorie |
| ---- | ------------- | -------- |
| 1    | Italia        | 29       |
| 2    | Francia       | 3        |
| 2    | Gran Bretagna | 3        |
| 2    | Australia     | 3        |
| 5    | Svizzera      | 2        |
| 5    | Spagna        | 2        |
| 7    | Austria       | 1        |
| 7    | Kazakistan    | 1        |
| 7    | Messico       | 1        |
| 7    | Norvegia      | 1        |
| 7    | Russia        | 1        |
| 7    | Venezuela     | 1        |